# Мелшов
Мелшов (њем. Mölschow) општина је у њемачкој савезној држави Мекленбург-Западна Померанија. Једно је од 89 општинских средишта округа Остфорпомерн. Према процјени из 2010. у општини је живјело 828 становника. Посједује регионалну шифру (AGS) 13059063.

## Географски и демографски подаци
Мелшов се налази у савезној држави Мекленбург-Западна Померанија у округу Остфорпомерн. Општина се налази на надморској висини од 2 метра. Површина општине износи 15,1 km². У самом мјесту је, према процјени из 2010. године, живјело 828 становника. Просјечна густина становништва износи 55 становника/km².